# ضفيرة مبيضية
الضَفيرة المبيضية (بالإنجليزية: Ovarian plexus)‏، وَهي إحدى الضَفائر العَصبية التي تَتوزع على المِبيض وَقاع الرَحم، وَتَخرج مِن الضَفيرة الكَلوية، وَتتواجد هذه الضَفيرة مَحمولةً على الرِباط المُعلق للمبيض.

## المَراجع
هذه المقالة تعتمد على مواد ومعلومات ذات ملكية عامة، من الصفحة رقم 987  الطبعة العشرين لكتاب تشريح جرايز لعام 1918.

1. ↑  نموذج تأسيسي في التشريح، QID:Q1406710
2. ↑  suspensory+ligament+of+ovary at إي ميديسين Dictionary نسخة محفوظة 15 أغسطس 2016 على موقع واي باك مشين.